# Campeonato Europeu de Hóquei em Patins Masculino de 2008
O Campeonato Europeu de Hóquei em Patins de 2008 foi a 48.ª edição do Campeonato Europeu de Hóquei em Patins, que se realiza a cada dois anos. Realizou-se em Oviedo, Espanha, entre os dias 21 e 26 de Julho de 2008 e em 3 recintos: no Palacio de los deportes, Polideportivo de Fozaneli e no Centro Asturiano de Oviedo. A Espanha defendeu com sucesso o seu título (obtido em 2006 em Itália) na final frente a Portugal.

## Fase de grupos

### Grupo A
| Selecções     | Pts | J | V | E | D | GM | GS | DG  |
| ------------- | --- | - | - | - | - | -- | -- | --- |
| Espanha       | 9   | 3 | 3 | 0 | 0 | 17 | 3  | 14  |
| Itália        | 6   | 3 | 2 | 0 | 1 | 6  | 4  | 2   |
| França        | 3   | 3 | 1 | 0 | 2 | 11 | 8  | 3   |
| Países Baixos | 0   | 3 | 0 | 0 | 3 | 1  | 20 | -19 |

21 de Julho de 2008
|         | Jogo |               |
| ------- | ---- | ------------- |
| Espanha | 7–1  | Países Baixos |
| Itália  | 2–0  | França        |

22 de Julho de 2008
|               | Jogo |         |
| ------------- | ---- | ------- |
| Países Baixos | 0–3  | Itália  |
| França        | 1–6  | Espanha |

23 de Julho de 2008
|               | Jogo |        |
| ------------- | ---- | ------ |
| Países Baixos | 0–10 | França |
| Espanha       | 4–1  | Itália |

### Grupo B
| Selecções  | Pts | J | V | E | D | GM | GS | DG |
| ---------- | --- | - | - | - | - | -- | -- | -- |
| Portugal   | 9   | 3 | 3 | 0 | 0 | 17 | 4  | 13 |
| Suíça      | 4   | 3 | 1 | 1 | 1 | 9  | 11 | -2 |
| Inglaterra | 2   | 3 | 0 | 2 | 1 | 2  | 9  | -7 |
| Alemanha   | 1   | 3 | 0 | 1 | 2 | 4  | 8  | -4 |

21 de Julho de 2008
|          | Jogo |            |
| -------- | ---- | ---------- |
| Suíça    | 4–3  | Alemanha   |
| Portugal | 7–0  | Inglaterra |

22 de Julho de 2008
|            | Jogo |          |
| ---------- | ---- | -------- |
| Inglaterra | 2–2  | Suíça    |
| Alemanha   | 1–4  | Portugal |

23 de Julho de 2008
|            | Jogo |          |
| ---------- | ---- | -------- |
| Inglaterra | 0–0  | Alemanha |
| Portugal   | 6–3  | Suíça    |

## Fase final

### Apuramento do campeão
|  | Quartas de final          | Quartas de final    |                     |        | Semifinais     | Semifinais     |  |  | Final               | Final |
|  |                           |                     |                     |        |                |                |  |  |                     |       |
|  | 24 de Julho de 2008 (J14) |                     |                     |        |                |                |  |  |                     |       |
|  |                           |                     |                     |        |                |                |  |  |                     |       |
|  | Inglaterra                | 0                   |                     |        |                |                |  |  |                     |       |
|  | Inglaterra                | 0                   | 25 de Julho de 2008 |        |                |                |  |  |                     |       |
|  | Itália                    | 5                   |                     |        |                |                |  |  |                     |       |
|  | Itália                    | 5                   | Portugal            | 5      |                |                |  |  |                     |       |
|  | 24 de Julho de 2008 (J15) |                     | Portugal            | 5      |                |                |  |  |                     |       |
|  |                           | Itália              | 0                   |        |                |                |  |  |                     |       |
|  | Países Baixos             | Itália              | 0                   | 1      |                |                |  |  |                     |       |
|  | Países Baixos             |                     | 26 de Julho de 2008 | 1      |                |                |  |  |                     |       |
|  | Portugal                  | 10                  |                     |        |                |                |  |  |                     |       |
|  | Portugal                  | 10                  | Portugal            | 0      |                |                |  |  |                     |       |
|  | 24 de Julho de 2008 (J13) |                     | Portugal            | 0      |                |                |  |  |                     |       |
|  |                           | Espanha             | 1                   |        |                |                |  |  |                     |       |
|  | Suíça                     | Espanha             | 1                   | 2      |                |                |  |  |                     |       |
|  | Suíça                     | 25 de Julho de 2008 |                     | 2      |                |                |  |  |                     |       |
|  | França                    | 3                   |                     |        |                |                |  |  |                     |       |
|  | França                    | 3                   | França              | 0      | Terceiro lugar | Terceiro lugar |  |  |                     |       |
|  | 24 de Julho de 2008 (J16) |                     | França              | 0      | Terceiro lugar | Terceiro lugar |  |  |                     |       |
|  |                           | Espanha             | 3                   |        |                |                |  |  |                     |       |
|  | Espanha                   | Espanha             | 3                   | 9      | Itália         | 4              |  |  |                     |       |
|  | Espanha                   |                     |                     | 9      | Itália         | 4              |  |  |                     |       |
|  | Alemanha                  | 1                   |                     | França | 3              |                |  |  |                     |       |
|  | Alemanha                  | 1                   |                     |        | 3              |                |  |  |                     |       |
|  |                           |                     |                     |        |                |                |  |  | 26 de Julho de 2008 |       |
|  |                           |                     |                     |        |                |                |  |  |                     |       |

### 5.º ao 8.º lugar
|  | Etapa classificatória | Etapa classificatória |   |                     | Quinto lugar        | Quinto lugar |  |
|  |                       |                       |   |                     |                     |              |  |
|  | 25 de Julho de 2008   |                       |   |                     |                     |              |  |
|  | Alemanha              | 2                     |   |                     |                     |              |  |
|  | Suíça                 | 3                     |   |                     |                     |              |  |
|  |                       |                       |   |                     |                     |              |  |
|  |                       |                       |   |                     | 26 de Julho de 2008 |              |  |
|  |                       |                       |   |                     | Suíça               | 1            |  |
|  |                       | Inglaterra            | 0 |                     |                     |              |  |
|  |                       |                       |   |                     |                     |              |  |
|  |                       |                       |   |                     |                     |              |  |
|  |                       |                       |   |                     | Sétimo lugar        |              |  |
|  | 25 de Julho de 2008   | 25 de Julho de 2008   |   | 26 de Julho de 2008 | 26 de Julho de 2008 |              |  |
|  | Inglaterra            | 7                     |   | Alemanha            | 9                   |              |  |
|  | Países Baixos         | 1                     |   |                     | Países Baixos       | 1            |  |

| Pos | País          | J | V | E | D | GM | GS | DG  |
| --- | ------------- | - | - | - | - | -- | -- | --- |
| 1   | Espanha       | 6 | 6 | 0 | 0 | 30 | 4  | +26 |
| 2   | Portugal      | 6 | 5 | 0 | 1 | 32 | 6  | +26 |
| 3   | Itália        | 6 | 4 | 0 | 2 | 15 | 12 | +3  |
| 4   | França        | 6 | 2 | 0 | 4 | 17 | 17 | 0   |
| 5   | Suíça         | 6 | 3 | 1 | 2 | 15 | 16 | −1  |
| 6   | Inglaterra    | 6 | 1 | 2 | 3 | 9  | 16 | −7  |
| 7   | Alemanha      | 6 | 1 | 1 | 4 | 16 | 21 | −5  |
| 8   | Países Baixos | 6 | 0 | 0 | 6 | 4  | 46 | −42 |

## Marcadores de golos
Os marcadores:
| 10 goals - Ricardo Barreiros 7 goals - Marc Gual - Sébastien Landrin 6 goals - Jens Behrendt - Pedro Gil - Josep Ordeig 5 goals - Mark Wochnik - Mattia Cocco - Juan Travasino - Ricardo Oliveira 4 goals - Jordi Bargallo - Valter Neves - Gael Jimenez | 3 goals - Matthieu Infante - Reinaldo Ventura - Ricardo Pereira - Sergi Panadero - Federico Mendez - Marc Waddingham - Luis Viana - Tiago Rafael - Andreas Muenger - Lluis Teixido 2 goals - Dominic Wirth - Arjan van Gerven - Leonardo Squeo - Felix Bender - Rémi Lasnier - Nicolas Guilbert - Frédéric Hamon - Guirec Henry - Domenico Illuzzi - John Jones | 1 goal - Pedro Moreira - Marc Torra - Michael Ableson - Simon von Allmen - Olivier Lesca - Diego Nicoletti - Robbie van Dooren - James Taylor - Mark Rutland - Russell Lloyd - Dominic Brandt - Michael van Gemert - Thomas Haupt - Max Bros - Igor Tarassioux |